# Börnsen
Börnsen er en kommune i det nordlige Tyskland, beliggende i Amt Hohe Elbgeest under Kreis Herzogtum Lauenburg. Kreis Herzogtum Lauenburg ligger i delstaten Slesvig-Holsten.

## Geografi
Kommunen ligger ved Hamburgs østgrænse. Mod nordvest ligger bydelen Neubörnsen, og her deler Börnsen det rekreative område Lohe med nabokommunerne Wentorf og Wohltorf.
Mod nord ligger Sachsenwald, det største sammenhængende skovområde i Slesvig-Holsten.
Mod øst ligger Naturschutzgebiet Dalbekschlucht der er delt mellem Börnsen og nabokommunen Escheburg.
Mod syd krydser motorvejen A25 kommunen, som her strækker sig ind i Elbens urstrømsdal.